# Canton de Meaux
Le canton de Meaux est une circonscription électorale française du département de Seine-et-Marne créée par le décret du 18 février 2014. Elle tient lieu de circonscription d'élection des conseillers départementaux et entre en vigueur lors des premières élections départementales suivant la publication du décret.

## Historique
Un premier canton de Meaux avait été créé en 1793 et 1801. Ce canton a été scindé en 1975, créant les cantons de Meaux-Nord et de Meaux-Sud.
Plan de l'ancien canton de Meaux en 1883
Le nouveau canton de 2015

Plan de l'ancien canton de Meaux datant de 1883

Un nouveau découpage territorial de Seine-et-Marne entre en vigueur à l'occasion des premières élections départementales suivant le décret du 18 février 2014. Les conseillers départementaux sont, à compter de ces élections, élus au scrutin majoritaire binominal mixte. Les électeurs de chaque canton élisent au Conseil départemental, nouvelle appellation du Conseil général, deux membres de sexe différent, qui se présentent en binôme de candidats. Les conseillers départementaux sont élus pour 6 ans au scrutin binominal majoritaire à deux tours, l'accès au second tour nécessitant 12,5 % des inscrits au 1er tour. En outre la totalité des conseillers départementaux est renouvelée. Ce nouveau mode de scrutin nécessite un redécoupage des cantons dont le nombre est divisé par deux avec arrondi à l'unité impaire supérieure si ce nombre n'est pas entier impair, assorti de conditions de seuils minimaux. En Seine-et-Marne, le nombre de cantons passe ainsi de 43 à 23.
Le nouveau canton de Meaux est formé de la commune de Meaux, auparavant divisée entre canton de Meaux-Nord et canton de Meaux-Sud. Il est entièrement inclus dans l'arrondissement de Meaux. Le bureau centralisateur est situé à Meaux.

## Représentation

### Conseillers généraux de 1833 à 1976
| Période | Période      | Identité                            | Étiquette           | Qualité |
| ------- | ------------ | ----------------------------------- | ------------------- | --- |
| 1833    | 1842         | Nicolas Rougeron                    |                     | Juge suppléant à Meaux |
| 1842    | 1858 (décès) | Baron Jean-Jacques Pelet-Clozeau    | Majorité dynastique | Général de division, propriétaire à Villenoy Député (1831-1837, 1850-1851) Pair de France (1837-1848) Sénateur (1852-1858)                                         |
| 1858    | 1870         | Louis Augustin Fournier (1804-1890) |                     | Agriculteur, propriétaire Maire de Meaux (1855-1867) |
| 1870    | 1877         | Émile-Justin Menier                 | Républicain         | Propriétaire de la chocolaterie de Noisiel Député (1876-1881) |
| 1877    | 1881 (décès) | Oscar du Motier de La Fayette       | Républicain         | Militaire Député (1846-1851 et 1871-1875) Sénateur (1875-1881) Président du Conseil Général                                                                        |
| 1881    | 1907         | Alfred Droz (1846-1952)             | Républicain         | Avocat à la Cour d'appel de Paris Propriétaire à Meaux et à Paris, conseiller d'arrondissement Président du Conseil Général Conseiller municipal de Méry-sur-Marne |
| 1907    | 1913         | Léon Barbier                        | Rad.                | Négociant - Maire de Meaux (1894-1906) |
| 1919    | 1931         | Jules Lugol                         | Républicain         | Avocat Maire de Meaux (1906-1929) Député (1914-1924) Sénateur (1924-1936) Sous-secrétaire d'Etat (1921-1922) Président du Conseil Général (1929-1931)              |
| 1931    | 1940         | François Dortet de Tessan           | Rad.                | Député (1928-1942) Sous-secrétaire d'Etat (1932-1938) Président du Conseil général (1937-1940) Mort pour la France                                                 |
|         |              |                                     |                     | |
| 1945    | 1949         | Jean Bouvin                         | SFIO                | Ingénieur TPE, Meaux |
| 1949    | 1955         | Lucien Bégouin                      | Rad.                | Négociant en vins et administrateur de sociétés immobilières Député (1946-1958) Secrétaire d'État (janvier à mars 1952) Président du Conseil général (1947-1953)   |
| 1955    | 1961         | Paul Barennes                       | CNIP                | Professeur Maire de Meaux (1944-1959) Député (1956-1958) |
| 1961    | 1973         | René Mocquiaux                      | DVD                 | Ingénieur des travaux publics Député UNR (1958-1962) |
| 1973    | 1976         | Robert Le Foll                      | PS                  | Professeur, Crégy-lès-Meaux Elu en 1976 dans le Canton de Meaux-Nord                                                                                               |

### Conseillers d'arrondissement (de 1833 à 1940)
Le canton de Meaux avait deux conseillers d'arrondissement (sauf de 1928 à 1934).
| Période                                  | Période          | Identité                                              | Étiquette   | Qualité |
| ---------------------------------------- | ---------------- | ----------------------------------------------------- | ----------- | --- |
| 1833                                     | 1842             | Augustin Veillet-Deveaux (1775-1848)                  |             | Vérificateur du Trésor royal, receveur, maire de Meaux                                                      |
| 1833                                     | 1852             | M. Roland                                             |             | Ingénieur, propriétaire à Meaux                                                                             |
| 1842                                     | 1852             | Antoine François Alexandre, Baron Ménager (1790-1854) |             | Ancien capitaine au Régiment de Chasseurs à cheval de la Dordogne, propriétaire à Germigny-l'Évêque         |
| 1848                                     |                  | Paul Crescent Xavier Houzelot                         |             | Chirurgien en chef de l'hospice de Meaux                                                                    |
|                                          |                  |                                                       |             | |
|                                          | 1867             | Augustin Zoë Damoreau (1786-1872)                     |             | Président du Tribunal de commerce, négociant, ancien percepteur, maire de Meaux (1849-?)                    |
| 1861                                     | 1871             | Denis Théodore Auguste Nuewens                        |             | Propriétaire à Germigny-l'Évêque                                                                            |
| 1867                                     | 1877             | Louis Geoffroy (1803-1878)                            |             | Avoué, maire (1867-1878) de Meaux                                                                           |
| 1871                                     | 1877             | Gustave Louis Marie de Ponton d'Amécourt (1825-1888)  |             | Ingénieur, archéologue, propriétaire du château et maire de Trilport                                        |
| 1877                                     | 1898             | François Dufraigne                                    |             | Médecin à Meaux, Président du Conseil d'arrondissement                                                      |
| 1877                                     | 1881 (démission) | Alfred Droz                                           | Républicain | Avocat à la Cour d'appel de Paris, propriétaire à Meaux                                                     |
| 24 juillet 1881                          | 1889             | Louis Eugène Dutreuil fils                            |             | Négociant, adjoint au maire de Meaux                                                                        |
| 1883                                     | 1904             | Germain-Aurore Marniesse                              |             | Vétérinaire sanitaire à Meaux                                                                               |
| av.1889                                  | 1894 (décès)     | Louis Eugène Caron                                    | Républicain | Notaire, ancien maire de Meaux (1879-1880), suppléant du juge de paix                                       |
| 27 mai 1894                              | 1910             | Victorien-Joseph Renard                               | Républicain | Négociant, maire de Villenoy (1861-1912)                                                                    |
| 1904                                     | 1923 (décès)     | Ernest Guilloux                                       | Radical     | Agriculteur et industriel, maire de Varreddes (1919-1923)                                                   |
| 1910                                     | 1928             | Lucien Fouchard (1862-1942)                           | Radical     | Négociant, adjoint au maire de Meaux                                                                        |
| 16 décembre 1923                         | 1940             | Théophile Miguet                                      | Radical     | Directeur d'école honoraire, maire de Villenoy, Président du Conseil d'arrondissement                       |
| 1934                                     | 1940             | Aladard Depresle                                      | Rad.ind.    | Premier adjoint au maire de Meaux                                                                           |
| 1940                                     |                  |                                                       |             | Les conseils d'arrondissement ont été suspendus par la loi du 12 octobre 1940 et n'ont jamais été réactivés |
| Les données manquantes sont à compléter. |                  |                                                       |             | |

### Représentation depuis 2015
| Période élective | Période élective | Mandat    | Mandat   | Identité                              | Nuance | Nuance | Qualité |
| ---------------- | ---------------- | --------- | -------- | ------------------------------------- | ------ | ------ | --- |
| 2015             | 2021             | 2015      | 2021     | Sarah Lacroix                         |        | LR     | Directrice d'école à Meaux                                                                                              |
| 2015             | 2021             | 2015      | 2017     | Jean-François Parigi (démissionnaire) |        | LR     | Banquier Adjoint au maire de Meaux Conseiller général du canton de Meaux-Sud (2008-2015) Elu député en 2017             |
| 2015             | 2021             | juin 2017 | 2021     | Jérôme Tisserand (Remplaçant)         |        | LR     | Navigant long-courrier Air France Adjoint au maire de Meaux depuis 2014                                                 |
| 2021             | 2028             | 2021      | en cours | Sarah Lacroix                         |        | LR     | Conseillère sortante 6e vice-présidente chargée de la Jeunesse, de la Réussite Educative et de l’innovation pédagogique |
| 2021             | 2028             | 2021      | en cours | Jean-François Parigi                  |        | LR     | Conseiller sortant Président du conseil départemental                                                                   |

### Résultats détaillés

#### Élections de mars 2015
À l'issue du 1er tour des élections départementales de 2015, deux binômes sont en ballottage : Sarah Lacroix et Jean-François Parigi (UMP, 46,57 %) et Bruno Giraud et Béatrice Roullaud (FN, 24,02 %). Le taux de participation est de 38,95 % (10 344 votants sur 26 558 inscrits) contre 44,94 % au niveau départemental et 50,17 % au niveau national.
Au second tour, Sarah Lacroix et Jean-François Parigi (UMP) sont élus avec 72,75 % des suffrages exprimés et un taux de participation de 37,74 % (6 625 voix pour 10 025 votants et 26 560 inscrits).

#### Élections de juin 2021
Le premier tour des élections départementales de 2021 est marqué par un très faible taux de participation (33,26 % au niveau national). Dans le canton de Meaux, ce taux de participation est de 22,51 % (6 320 votants sur 28 081 inscrits) contre 27,81 % au niveau départemental. À l'issue de ce premier tour, deux binômes sont en ballottage : Sarah Lacroix et Jean-François Parigi (LR, 50,91 %) et Roberte Gastineau et Baudoin Loron (RN, 16,47 %).
Le second tour des élections est marqué une nouvelle fois par une abstention massive équivalente au premier tour. Les taux de participation sont de 34,36 % au niveau national, 30,02 % dans le département et 24,75 % dans le canton de Meaux. Sarah Lacroix et Jean-François Parigi (LR) sont élus avec 79,69 % des suffrages exprimés (5 041 voix pour 6 950 votants et 28 081 inscrits),,. 

## Composition

### De la création du canton à 1976
Communes de :
- Chambry
- Chauconin
- Crégy-lès-Meaux
- Fublaines
- Germigny-l'Évêque
- Mareuil-lès-Meaux
- Meaux
- Montceaux-lès-Meaux
- Nanteuil-lès-Meaux
- Neufmontiers
- Penchard
- Poincy
- Varreddes
- Villenoy

### De 1976 à 2015
Voir canton de Meaux-Nord et Canton de Meaux-Sud

### Depuis 2015
Le canton de Meaux est composé d'une commune entière.
| Nom                           | Code Insee | Intercommunalité | Superficie (km2) | Population (dernière pop. légale) | Densité (hab./km2) | Modifier                                    |
| ----------------------------- | ---------- | ---------------- | ---------------- | --------------------------------- | ------------------ | ------------------------------------------- |
| Meaux (bureau centralisateur) | 77284      | CA Pays de Meaux | 14,98            | 56 659 (2022)                     | 3 782              | modifier les données · modifier les données |
| Canton de Meaux               | 7710       |                  |                  | 56 659 (2022)                     |                    | modifier les données                        |

## Démographie
En 2022, le canton comptait 56 659 habitants, en évolution de +4,28 % par rapport à 2016 (Seine-et-Marne : +3,92 %, France hors Mayotte : +2,11 %).
| 2013   | 2018   | 2022   |
| ------ | ------ | ------ |
| 53 766 | 55 416 | 56 659 |